# Asteronyx niger
Asteronyx niger är en ormstjärneart som beskrevs av Alexander Michailovitsch Djakonov 154. Asteronyx niger ingår i släktet Asteronyx och familjen ribbormstjärnor. Inga underarter finns listade i Catalogue of Life.